# Коломийцева Долина
Коломийцева Долина (укр. Коломійцева Долина) — село, Подолковский сельский совет, Липоводолинский район, Сумская область,
Украина. Код КОАТУУ — 5923284404. Население по переписи 2001 года составляло 27 человек.
Село указано на трехверстовке Полтавской области. Военно-топографическая карта.1869 года как хутор Ковалевы.

## Географическое положение
Село Коломийцева Долина находится в 2-х км от правого берега реки Грунь. На расстоянии в 2 км расположены сёла Подолки и Синевка. По селу протекает пересыхающий ручей с запрудой.

## Экономика
- Молочно-товарная ферма.